# Giosada (EP)
Giosada è il primo EP del cantautore italiano Giosada, pubblicato l'11 dicembre 2015 dalla Sony Music.
Pubblicato in seguito alla vittoria del cantautore alla nona edizione del talent show X Factor, l'EP contiene l'inedito Il rimpianto di te e cinque cover eseguite durante il programma.

## Tracce
1. Il rimpianto di te – 3:12 (Giosada, Pacifico, Alberto Tafuri)
2. Sex on Fire – 3:24 (Caleb Followill, Nathan Followill, Jared Followill, Matthew Followill) – originariamente interpretata dai Kings of Leon
3. Retrograde – 3:37 (James Blake) – originariamente interpretata da James Blake
4. Love Me Two Times – 2:45 (Robby Krieger) – originariamente interpretata dai The Doors
5. Girl U Want – 2:28 (Gerald Casale, Mark Mothersbaugh) – originariamente interpretata dai Devo
6. The Real Me – 2:29 (Pete Townshend) – originariamente interpretata dai The Who

## Classifica
| Classifica (2015) | Posizione massima |
| ----------------- | ----------------- |
| Italia            | 25                |